# Takanori Kōno
Takanori Kōno (jap. 河野孝典 Kōno Takanori; ur. 7 marca 1969 w Nozawa Onsen) – japoński narciarz klasyczny specjalizujący się w kombinacji norweskiej, trzykrotny medalista olimpijski oraz dwukrotny złoty medalista mistrzostw świata. W latach 2018–2022 był  głównym trenerem reprezentacji Japonii w Kombinacji Norweskiej.

## Kariera
W Pucharze Świata Takanori Kōno zadebiutował 2 marca 1990 roku w Lahti, gdzie zajął 24. miejsce w zawodach metodą Gundersena. Pierwsze pucharowe punkty (w sezonach 1993/1994-2001/2002 obowiązywała inna punktacja Pucharu Świata) zdobył tydzień później, 9 marca w szwedzkim Örnsköldsvik, zajmując 15. miejsce w Gundersenie. W sezonie 1989/1990 wystąpił jeszcze jeden raz, zajmując trzynaste miejsce w Oslo. Ostatecznie w klasyfikacji generalnej zajął. 28. miejsce.
Przez dwa kolejne sezony Pucharu Świata nie zdobył żadnych punktów, przez co nie został uwzględniony w klasyfikacji generalnej. W tym czasie wystąpił na mistrzostwach świata w Val di Fiemme w 1991 roku, gdzie w konkursie indywidualnym uplasował się na trzydziestej pozycji. W sztafecie nie wystartował. Rok później, podczas igrzysk olimpijskich w Albertville osiągnął swój pierwszy sukces. W zawodach drużynowych wspólnie z Reiichim Mikatą i Kenjim Ogiwarą sięgnął po złoty medal. Japończycy byli zdecydowanie najlepsi na skoczni, wyprzedzając drugich po skokach Austriaków o 29.5 pkt, co przełożyło się na blisko dwie i pół minuty przewagi. Na trasie biegu Japończycy nie należeli do najszybszych, jednak przewaga wywalczona w skokach wystarczyła, by z bezpieczną przewagą dobiec do mety na pierwszym miejscu. Drugie miejsce zajęli ostatecznie Norwegowie, który stracili 1:26 min, a Austriacy, którzy zdobyli brązowy medal stracili 1:40 min. Był to pierwszy złoty medal olimpijski wywalczony przez reprezentantów Japonii w kombinacji norweskiej. W zawodach indywidualnych po skokach plasował się na 25. miejscu i przed biegiem tracił do lidera - Klausa Ofnera z Austrii blisko trzy i pół minuty. Na metę biegu przybiegł jako dziewiętnasty, ze stratą ponad czterech minut.
Przełom w karierze Kōno nastąpił w sezonie 1992/1993. Już w swoim pierwszym starcie cyklu - 5 grudnia 1992 roku w Vuokatti po raz pierwszy stanął na podium, zajmując drugie miejsce w Gundersenie. W pozostałej części sezonu jeszcze czterokrotnie stanął na podium, w tym 12 marca 1993 roku w Oslo po raz pierwszy i zarazem ostatni zwyciężył w zawodach pucharowych. W swoim najgorszym starcie zajął czwarte miejsce. Wyniki te pozwoliły mu zająć trzecie miejsce w klasyfikacji generalnej, za Ogiwarą i Norwegiem Fredem Børre Lundbergiem. Na mistrzostwach świata w Falun w 1993 roku indywidualnie zajął piąte miejsce. Po skokach był trzeci, jednak na trasie biegu został minięty przez paru rywali. Tym razem wystąpił także w sztafecie, w której Japończycy, podobnie jak w Albertville, zapewnili sobie drużynowe zwycięstwo już na skoczni.
Najważniejszym punktem sezonu 1993/1994 były igrzyska olimpijskie w Lillehammer. W konkursie indywidualnym Kōno był czwarty w konkursie skoków i do biegu przystąpił ze stratą 50 sekund do prowadzącego Lundberga. Na trasie biegu zdołał awansować na drugą pozycję, przegrywając walkę tylko z Lundbergiem. O srebrny medal Japończyk walczył do końca, wyprzedzając trzeciego Bjarte Engena Vika z Norwegii o zaledwie 0.8 sekundy. Takanori zdobył tym samym pierwszy indywidualny medal olimpijski w kombinacji norweskiej dla Japonii. W zawodach drużynowych walka o złoto zakończyła się już na skoczni - Ogiwara, Masashi Abe i Kōno wyprzedzili Norwegów o ponad 60 punktów, co dało im przewagę ponad pięciu minut przed biegiem. Na trasie biegu Norwegowie odrobili zaledwie 18 sekund i tym samym Japończycy obronili tytuł zdobyty w Albertville dwa lata wcześniej. Trzecie miejsce przypadło Szwajcarom. W Pucharze Świata ośmiokrotnie plasował się w czołowej dziesiątce, przy czym sześć razy stawał na podium. Dwukrotnie był trzeci i cztery razy drugi, jednak nie zdołał zwyciężyć. W klasyfikacji generalnej zajął drugą pozycję, lepszy był tylko Kenji Ogiwara, który wygrał sześć z dziewięciu konkursów.
Ostatni raz na podium zawodów pucharowych Japończyk stanął 3 lutego 1995 roku w Falun, gdzie zajął drugie miejsce w Gundersenie. Było to jego jedyne podium w sezonie 1994/1995, choć jeszcze siedmiokrotnie meldował się czołowej dziesiątce zawodów. Dzięki temu w klasyfikacji generalnej zajął ostatecznie piątą pozycję. Na przełomie lutego i marca 1995 roku brał udział w mistrzostwach świata w Thunder Bay. W konkursie indywidualnym zajął 19. miejsce, co było najsłabszym wynikiem wśród japońskich kombinatorów. W sztafecie ponownie wywalczył złoty medal. Tym razem obok niego w drużynie japońskiej wystąpili: Tsugiharu Ogiwara, Masashi Abe i Kenji Ogiwara. Po raz kolejny reprezentanci Japonii byli najlepsi w skokach, co dało im dużą przewagę przed biegiem. Na mecie wyprzedzili Norwegów o blisko dwie minuty, a trzecich Szwajcarów o ponad pięć. Ostatni oficjalny występ zanotował 25 marca 1995 roku w Sapporo, gdzie zajął szóste miejsce. Jeszcze w 1995 roku postanowi zakończyć karierę sportową.

## Osiągnięcia

### Igrzyska Olimpijskie
| Miejsce | Dzień     | Rok  | Miejscowość | Konkurencja             | Wynik zwycięzcy | Strata  | Zwycięzca           |
| ------- | --------- | ---- | ----------- | ----------------------- | --------------- | ------- | ------------------- |
| 19.     | 12 lutego | 1992 | Albertville | Gundersen K-90/15 km    | 44:28,1         | +4:18,2 | Fabrice Guy         |
| 1.      | 24 lutego | 1992 | Albertville | Sztafeta K-90/3 × 10 km | 1:23:36,6       | -       | -                   |
| 2.      | 19 lutego | 1994 | Lillehammer | Gundersen K-90/15 km    | 39:07,9         | +1:17,5 | Fred Børre Lundberg |
| 1.      | 24 lutego | 1994 | Lillehammer | Sztafeta K-90/3 × 10 km | 1:22:51,8       | -       | -                   |

### Mistrzostwa świata
| Miejsce | Dzień     | Rok  | Miejscowość   | Konkurencja             | Wynik zwycięzcy | Strata  | Zwycięzca           |
| ------- | --------- | ---- | ------------- | ----------------------- | --------------- | ------- | ------------------- |
| 30.     | 9 lutego  | 1991 | Val di Fiemme | Gundersen K-90/15 km    | 40.07,6         | +6:28,8 | Fred Børre Lundberg |
| 5.      | 18 lutego | 1993 | Falun         | Gundersen K-90/15 km    | 46:47,5         | +2.41,2 | Kenji Ogiwara       |
| 1.      | 19 lutego | 1993 | Falun         | Sztafeta K-90/3 × 10 km | 1:19:25,7       | -       | -                   |
| 19.     | 22 lutego | 1995 | Thunder Bay   | Gundersen K-90/15 km    | 41:16,9         | ?       | Fred Børre Lundberg |
| 1.      | 10 marca  | 1995 | Thunder Bay   | Sztafeta K-90/4 × 5 km  | 56:20,2         | -       | -                   |

### Puchar Świata

#### Miejsca w klasyfikacji generalnej
- sezon 1989/1990: 28.
- sezon 1990/1991: -
- sezon 1991/1992: -
- sezon 1992/1993: 3.
- sezon 1993/1994: 2.
- sezon 1994/1995: 5.

#### Miejsca na podium chronologicznie
| Nr  | Data             | Miejscowość         | Konkurencja          | Wynik zwycięzcy | Pozycja | Strata      | Zwycięzca           |
| --- | ---------------- | ------------------- | -------------------- | --------------- | ------- | ----------- | ------------------- |
| 1.  | 5 grudnia 1992   | Vuokatti            | Gundersen K90/15 km  | ?               | 2.      | +31.6 s     | Kenji Ogiwara       |
| 2.  | 12 grudnia 1992  | Courchevel          | Gundersen K120/15 km | ?               | 3.      | +1:24.7 min | Kenji Ogiwara       |
| 3.  | 19 grudnia 1992  | Sankt Moritz        | Gundersen K90/15 km  | ?               | 2.      | +36.4 s     | Kenji Ogiwara       |
| 4.  | 12 marca 1993    | Oslo                | Gundersen K115/15 km | ?               | 1.      | -           | -                   |
| 5.  | 20 marca 1993    | Szczyrbskie Jezioro | Gundersen K90/15 km  | ?               | 2.      | +2:17.4 min | Kenji Ogiwara       |
| 6.  | 11 grudnia 1993  | Sankt Moritz        | Gundersen K90/15 km  | ?               | 2.      | +1:07.7 min | Kenji Ogiwara       |
| 7.  | 15 grudnia 1993  | Sankt Moritz        | Gundersen K90/15 km  | ?               | 3.      | +1:42.0 min | Kenji Ogiwara       |
| 8.  | 8 stycznia 1994  | Schonach            | Gundersen K90/15 km  | ?               | 2.      | +1:07.3 min | Kenji Ogiwara       |
| 9.  | 15 stycznia 1994 | Oslo                | Gundersen K115/15 km | ?               | 3.      | +1:52.2 min | Mario Stecher       |
| 10. | 22 stycznia 1994 | Trondheim           | Gundersen K120/15 km | ?               | 2.      | +1:37.7 min | Kenji Ogiwara       |
| 11. | 4 marca 1994     | Vuokatti            | Gundersen K90/15 km  | ?               | 2.      | +11.6 s     | Fred Børre Lundberg |
| 12. | 3 lutego 1995    | Falun               | Gundersen K115/15 km | ?               | 2.      | +56.0 s     | Kenji Ogiwara       |